# Décapodiformes
Decapodiformes, Decabrachia
Super-ordre
Les décapodiformes (Decabrachia ou Decapodiformes) sont un super-ordre de mollusques céphalopodes, qui regroupe toutes les espèces présentant dix tentacules.
Ces espèces sont habituellement désignées sous le nom de décapodes (« à dix pieds »), mais ce terme est ambigu car les décapodes (Decapoda) sont aussi un taxon de Crustacés.

## Systématique
L'ordre des Teuthida, qui regroupait tous les « calmars », est désormais considéré comme obsolète parce que paraphylétique. Il est maintenant séparé en Myopsida et Oegopsida.

## Liste des ordres
Selon World Register of Marine Species (1er février 2025) :
- Bathyteuthida
- Idiosepida
- Myopsida, des calmars ;
- Oegopsida, des calmars ;
- Sepiida, des seiches ;
- Spirulida, la spirule ;
- d'autres décapodiformes non assignés.

Selon ITIS (9 janvier 2015) :
- Sepiida Zittel, 1895, des seiches ;
- Sepiolida Fioroni, 1981, des seiches ;
- Spirulida Stolley, 1919 la spirule ;
- Teuthida Naef, 1916, les calmars.

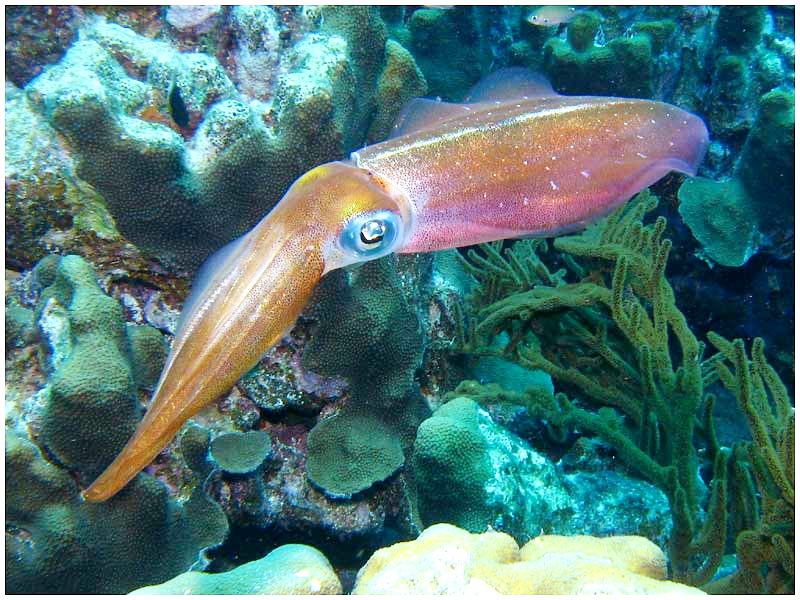
Sepioteuthis lessoniana, un Myopsida.
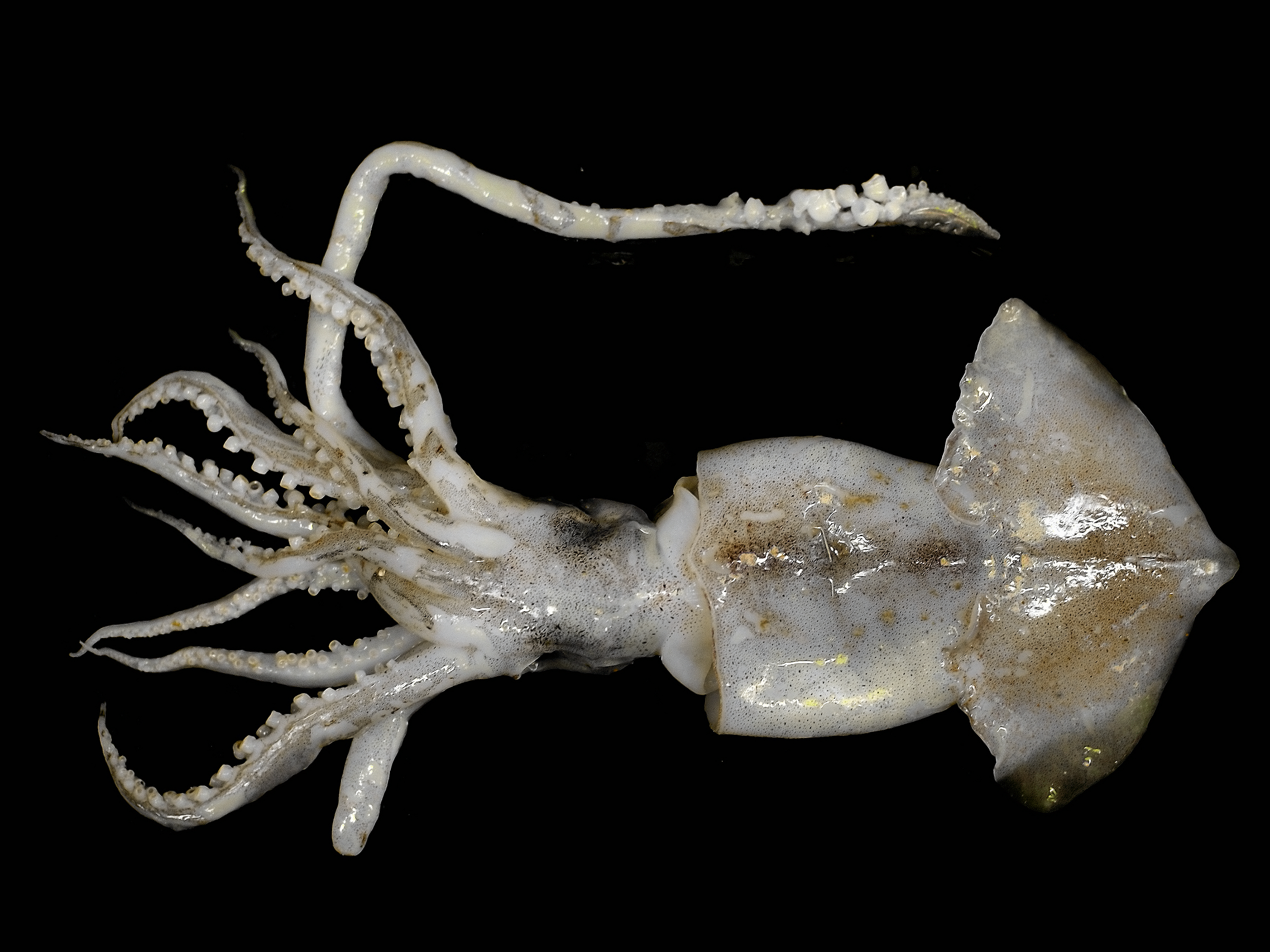
Todaropsis eblanae, un Oegopsida.
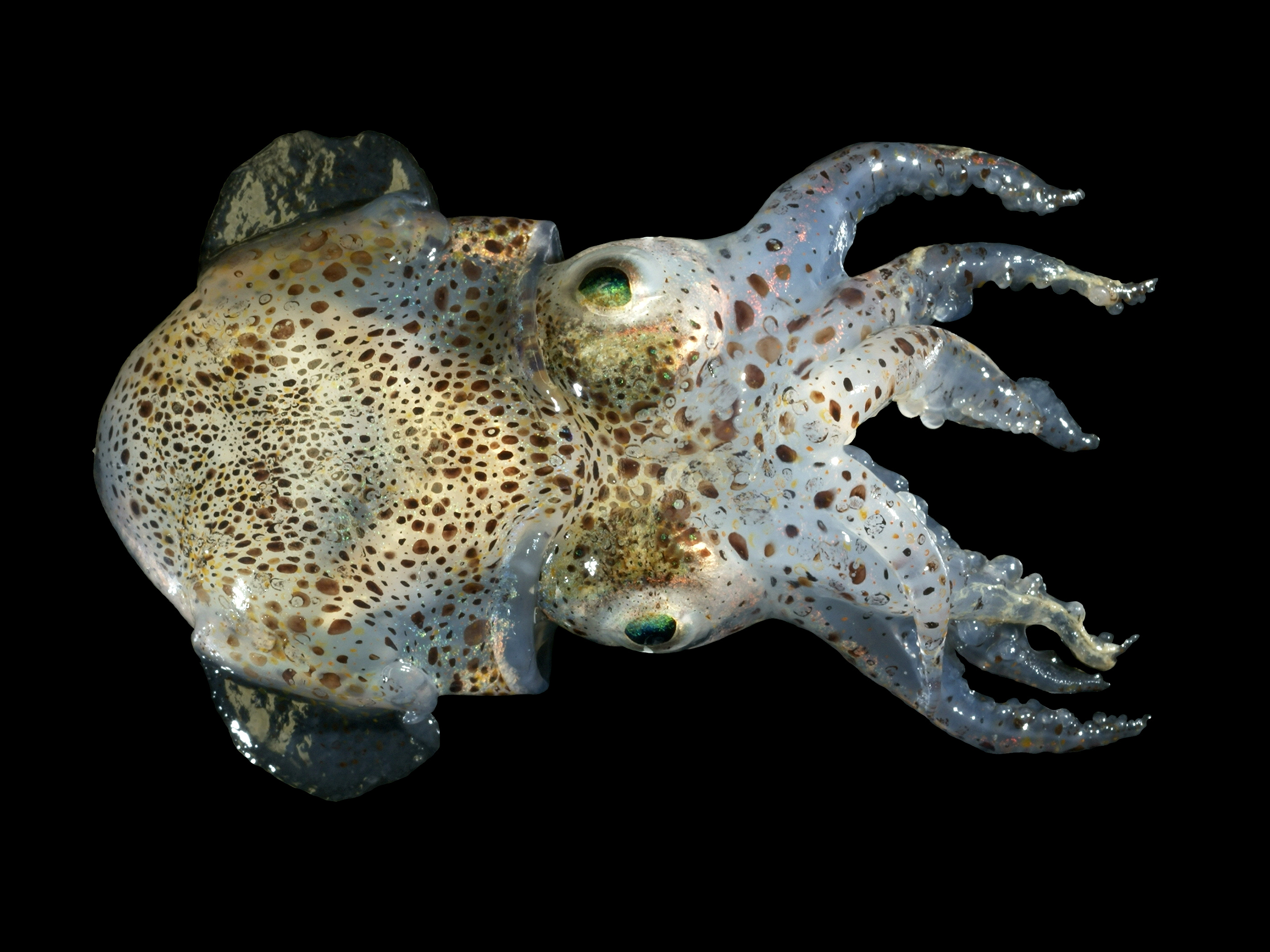
Sepiola atlantica, un Sepiida.
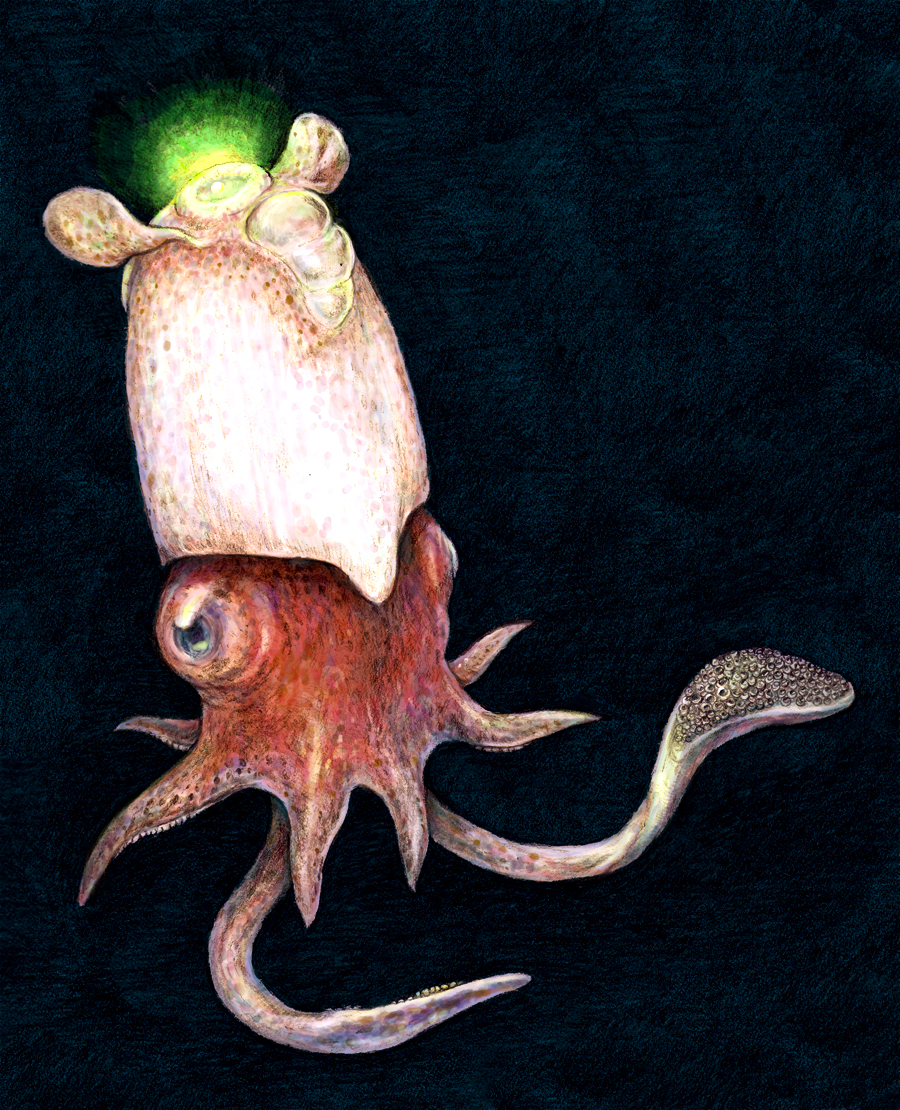
Spirula spirula, unique survivant des Spirulida.